# Route nationale 148
Pour les articles homonymes, voir Route nationale 148 (homonymie) et Route 148.
La route nationale 148, ou RN 148, est une ancienne route nationale française reliant jusqu'en 2006 Sainte-Hermine à Niort.
Avant les déclassements de 1972, son parcours était plus long puisqu'elle allait de Noirmoutier à Étagnac. Les sections de Noirmoutier à Sainte-Hermine et de Niort à Étagnac ont été déclassées en RD 948, sauf dans la Vienne où la RN 148 est devenue RD 148.
Le décret du 5 décembre 2005 a entraîné le déclassement du tronçon restant de la RN 148 : la nouvelle numérotation est RD 148 dans la Vendée et RD 648 dans les Deux-Sèvres.
La RN 148 a une antenne, la RN 248, axe appartenant à la route européenne E601, reliant la RN 11 à l’échangeur A10 no 33 (Niort Sud).
Jusqu'au début des années 2000, il existe un projet de doublement autoroutier de la liaison Niort-Limoges, aujourd'hui abandonné.

## Ancien tracé de Noirmoutier à Limoges

### De Noirmoutier à Sainte-Hermine
- Bois de la Chaise (km 0)
- Noirmoutier-en-l'Île (km 2)
- Barbâtre (km 13)
- Passage du Gois (km 15 à 19)
- Beauvoir-sur-Mer (km 24)
- Saint-Gervais (km 28)
- Challans (km 40)
- Saint-Christophe-du-Ligneron (km 49)
- Aizenay (km 64)
- La Roche-sur-Yon (km 81)
- La Chaize-le-Vicomte (km 92)
- Bournezeau (km 103)

### De Sainte-Hermine à Niort
Dernier tronçon subsistant de la RN
- Sainte-Hermine (km 116)
- Saint-Étienne-de-Brillouet (km 122)
- Pouillé (km 126)
- Fontenay-le-Comte (km 138)
- Oulmes (km 152)
- Benet (km 158)

### De Niort à Étagnac
- Niort (km 171)
- Mougon (km 185)
- Celles-sur-Belle (km 190)
- Melle (km 197)
- Maisonnay (km 204)
- Sauzé-Vaussais (km 219)
- Civray (km 233)
- Charroux (km 245)
- Pressac (km 258)
- Confolens (km 272)
- Saint-Maurice-des-Lions (km 279)
- Chabrac (km 283)
- Étagnac (où elle rejoint la RN 141 avant Limoges) (km 290)

- À Maisonnay.
- À Saint-Maurice-des-Lions.
- À Chabrac.

## Échangeurs

### Contournement de Challans et entre Challans et Saint-Christophe-du-Ligneron
- Carrefour giratoire entre D205 et D753 Porte de Saint-Jean :
  - D205 : Le Perrier (PL en transit Obligatoire), Saint-Jean-de-Monts, Notre-Dame-de-Monts, Saint-Gilles-Croix-de-Vie, Saint-Hilaire-de-Riez
  - D753 : Le Perrier (Interdit aux PL en transit), Le Daviaud, Le Fenouil
  - D753 : Challans, Les Sables-d'Olonne
  - D205 : La Roche-sur-Yon, Cholet, Noirmoutier, Nantes
- 2x1 voie sans séparation centrale, sur 2 km.
- 2x2 voies sur 3,5 km.
- D948 : Porte de Noirmoutier, Noirmoutier, Beauvoir, Sallertaine Début de la D948, fin de la D205.
- D58 : Porte du Bois de Céné, Challans, Bois-de-Céné, Châteauneuf
- Avant séparation de la 2x2 voies.
- Séparation de la 2x2 voies.
- D32  Échangeur entre D948 et D32: Porte de Nantes, Challans-Centre, La Garnache, Machecoul, Saint-Nazaire, Nantes
- 2x2 voies sur 4,2 km.
- D753 : Porte de Cholet, Challans, Legé, Montaigu, Cholet, Parcs d'Activités Les Écobuts et Les Judices
- D2948 : Porte de la Roche-su-Yon, Saint-Gilles-Croix-de-Vie, Saint-Hilaire-de-Riez, Les Sables-d'Olonne, Parc d'Activités de la Bloire
- D58 (sens Challans - Saint-Christophe-du-Ligneron) : Apremont, Parc d'Activités de la Bloire
- Réduction à 1 voie, avant giratoire, à 200 m.
- Réduction à 1 voie, avant giratoire.
- Carrefour giratoire entre D948 et Voies locales : 
  - D948 : Saint-Nazaire, Noirmoutier, Challans
  - Les Petites Rallières, La Casse des Roches, Les Borderies, La Viglière
  - La Boivrie, Les Rautardières
  - D948 : La Roche-sur-Yon, La Rochelle, Aizenay, Saint-Christophe-du-Ligneron
- 2x2 voies sur 3,8 km.
- C : ZA le Bois David
- Réduction à 1 voie, à 200 m.
- Réduction à 1 voie.
- Fin provisoire de 2x2 voies.

### Entre Aizenay et La Roche-sur-Yon
- 2x2 voies sur 4 km.
- D2948 : Aizenay, Le Poiré-sur-Vie, Legé, La Roche-sur-Yon par Aizenay-Centre
- D6 : Aizenay, Saint-Gilles-Croix-de-Vie, Saint-Hilaire-de-Riez, Coëx, Bretignolles-sur-Mer
- D978 : Aizenay, La Mothe-Achard, Les Sables-d'Olonne, Beaulieu-sous-la-Roche
- Réduction à 1 voie, à 400 m.
- Réduction à 1 voie, à 200 m.
- Réduction à 1 voie, avant giratoire.
- Carrefour giratoire entre D948 et D2948 : 
  - D948 :  A87, La Roche-sur-Yon, La Rochelle, La Genétouze, Venansault, ZI les Blussières
  - Restaurant La Forêt
  - D2948 : Aizenay, Challans par Aizenay-Centre, Camping La Forêt, Zones Industrielles, Centre Commercial
  - D948 : Saint-Nazaire, Noirmoutier, Challans, Saint-Gilles-Croix-de-Vie, Saint-Hilaire-de-Riez
- 2x2 voies sur 12 km.
- D100A : La Genétouze, ZI les Blussières, La Gombretière, Beauchamp
- C3 (sens Aizenay - La Roche-sur-Yon): La Gombretière, Beauchamp, Carrière
- C1 Bellevue, ZI La France
- D4 : La Genétouze, Le Poiré-sur-Vie, Venansault, La Davière
- C0 : La Gerbretière
- D100 : Venansault, Mouilleron-le-Captif, La Douve, Vendéspace
- C6 : La Jausinière
- C5 : Le Vigneau
- Réduction à 1 voie, à 400 m.
- Réduction à 1 voie, à 200 m.
- Réduction à 1 voie, avant giratoire.
- Avant giratoire et entrée dans la ville de La Roche-sur-Yon
- Échangeur entre D948 et RD160 : 
  - D948 : La Roche-sur-Yon, Complexe Arago, Gare SNCF
  - Vendée Expansion, Trivalis, Parking Aire de Covoiturage, La Maison Neuve des Landes, Parking Public Hippodrome
  - Conseil des Prud'Hommes
  - D160 : Les Sables-d'Olonne, La Mothe-Achard, La Tranche-sur-Mer, Saint-André-d'Ornay, Zone Acti Sud
  - D160 :  A87 (Angers), Nantes, La Rochelle, Cholet, Les Terres Noires, Acti-Nord, Acti-Est, Centres Hospitaliers
  - D948 ; Noirmoutier, Aizenay, Challans, Saint-Hilaire-de-Riez, Saint-Gilles-Croix-de-Vie, Saint-Jean-de-Monts

### Entre La Roche-sur-Yon et Bournezeau
- Carrefour giratoire entre D948, D160 et D760 :
  - D160 : Nantes, Noirmoutier, Saint-Nazaire, Les Sables-d'Olonne, Acti-Nord, Acti-Ouest, Acti-Sud, Saint-Hilaire-de-Riez, Saint-Gilles-Croix-de-Vie
  - D760 : La Roche-sur-Yon-Centre, Centres Hospitaliers, La Courtaisière, Acti-Sud
  - Apis Diffusion, Atlantic Conseil Élevage (Accès réservés aux livraisons)
  - ParcExpo Les Oudairies, Centre Commercial, SDIS 85, Laboratoire de la Vendée LDA 85, Acti-Est Oudairies
  - D160 : Cholet par RD, La Ferrière, Les Herbiers, Aérodrome René Couzinet, Acti-Est Ajoncs
  - D948 :  A87,  Angers,  Cholet, Poitiers, Niort, La Chaize-le-Vicomte, Chantonnay, Fontenay-le-Comte, Acti-Est Parc Éco 85
- 2x2 voies ur 20 km.
- D248 A87 : Le Bourg-sous-la-Roche,  Angers,  Cholet,  Nantes,  Les Sables-d'Olonne,  La Roche-sur-Yon-Sud,  La Tranche-sur-Mer
- D101A : La Chaize-le-Vicomte, Château Fromage, La Limouzinière, ZI de la Folie, Acti-Est, Parc Éco 85
- D2948 : La Chaize-le-Vicomte, La Ferrière, ZI Lz Folie, L'Esgonnière
- C7 (sens La Roche-sur-Yon - Bournezeau et depuis Bournezeau) : La Chaize-le-Vicomte, Les Noyers
- D2948 (sens La Roche-sur-Yon - Bournezeau et depuis Bournezeau) : La Chaize-le-Vicomte, La Brunière, La Pelonnière, Église de La Chaize-le-Vicomte
- C216 (sens Bournezeau - La Roche-sur-Yon) : La Pelonnière
- D60 : Fougeré, Thorigny, Saint-Florent-des-Bois, Mareuil-sur-Lay-Dissais
- VC8 : Villeneuve
- D948B & C205 (sens Bournezeau - La Roche-sur-Yon et depuis La Roche-sur-Yon) : Bournezeau, Zone Artisanale de la Coussaie, Le Chêne Bertin
- D48 : Mareuil-sur-Lay-Dissais
- Réduction à 1 voie, à 400 m.
- Réduction à 1 voie, à 200 m.
- Réduction à 1 voie, avant giratoire.
- Avant giratoire.
- Carrefour giratoire entre D948, D948B1, D949B et A83 :
  - D948 : Les Sables-d'Olonne, La Roche-sur-Yon, La Chaize-le-Vicomte, Mareuil-sur-Lay-Dissais, Les Pineaux
  -  A83 : Nantes, Angers, Niort, Poitiers, Bordeaux
  - D949B : Poitiers par RD, Chantonnay, Saint-Hilaire-le-Vouhis, Prieuré de Grammont, Vendéopôle, Vendée Centre
  - D948B1 : Bournezeau, Saint-Martin-des-Noyers, Les Humeaux, Centre-Ville, Tous Commerces
  - D948 : Niort par RD, Sainte-Hermine, Fontenay-le-Comte par RD